# Eitner Zsigmond
Eiteritzi Eitner Zsigmond (Sümeg, 1862. július 20. – Sümeg, 1926. május 31.) politikus, országgyűlési képviselő, zalai kormánybiztos-főispán, a zalamegyei Országos Tulipánkert Szövetségnek a tagja, dabronyi földbirtokos.

## Életrajza
Az eiteritzi Eitner család sarja. Eitner Sándor (1835–1905), a sümegi takarékpénztár igazgatója, országgyűlési képviselő, bőrgyáros, és Rotter Julianna (1850–1894) nagyobbik fia, aki édesapja szülővárosában és Grazban tanult. Apai nagyszülei Eitner József (1785–1845), cserzővarga, Sümeg város bírája, a Sümegi Kaszinó első pénztárosa, és Paczer Anna (1807–1874) voltak. Darnay Kálmán elsőfokú unokatestvére, mivel az ő édesanyja Eitner Anna volt. Eitner Zsigmond fivére Eitner Sándor (1871–1940), salomvári földbirtokos, akinek a nejétől kisgeszényi Szabó Etelka (1884–1926) asszonytól született két fia: Eitner Ákos és Eitner Sándor országgyűlési képviselők.
Eitner Zsigmond Középiskolai tanulmányait a sümegi reáliskolában végezte, abszolválta a kereskedelmi akadémiát Grácban; a kereskedelmi akadémiát befejezve hosszabb külföldi tanulmányúton vett részt, tudatosan készülve a politikusi pályára. Magyarországra visszatérve belépett a családja tulajdonában levő sümegi bőrgyár vezetésébe, amelyet külföldi ismeretségei révén nagy kiviteli gyárrá fejlesztett. Zalamegyei birtokos és az ottani társadalmi élet egyik kiváló tényezője. Törvényhatósági bizottsági tag, elnökigazgatója a sümegi takarékpénztárnak. 
Az 1901-i általános országgyűlési képviselői választások alkalmával Ugron-párti programmal képviselővé választották. 1901-től 16 éven át a zalaszentgróti kerület országgyűlési képviselője. 1905-ben belépett a függetlenségi és 48-as pártba. Az 1905-i, az 1906-i és az 1910-i 
általános választások alkalmával Szentgróton újra megválasztották. A koalíciós uralom idején tagja volt a delegációnak. A Justh-párt tagja. Helyet foglal a közgazdasági bizottságban és az országos ipartanácsban. 1919 decemberétől 1921 február 14-éig Zala vármegye kormánybiztos-főispáni tisztségét is ellátta. Kinevezésekor, egyedül boldogfai Farkas Kálmán 1880-1944) zalai főszolgabíró, földbirtokos, megyebizottsági tag tiltakozott ez ellen, "panamistának" nevezve őt. Elnöke volt a sümegi önképzőkörnek, valamint a Sümegi Takarékpénztárnak 7 évig volt az alelnöke, és 20 éven át annak az elnökigazgatója is volt. Modernizáltatta a Ramasetter Vince által épített általános iskolát és az óvodát. Sümegen a Kossuth u. 21. sz. házon tábla őrzi emlékét.

## Házassága és gyermekei
1888-ban feleségül vette Fülöp Erzsébetet (1867–Sümeg, 1899. szeptember 5.), aki két lányt és egy fiút adott neki:
- Eitner Emília (Sümeg, 1890. október 20.–). Férje: rábabogyószlói Remete Aladár huszár őrnagy neje.
- Eitner Margit Regina (Sümeg, 1892. január 29.–Budapest, 1942. november 27.).[9] Férje: dunanedeczei és lábatlani Nedeczky Jenő (1879-?) felesége.
- Eitner Zsigmond Sándor József (Sümeg, 1889. június 1.–Sümeg, 1890. november 3.)[10]